# ليالي ألف ليلة (رواية)
ليالي ألف ليلة، هي رواية لنجيب محفوظ مستلهمة من أحد أشهر نماذج التراث «ألف ليلة وليلة»، كتبت بلغة شاعرية وقالب روائي من الفانتازيا. صدرت طبعتها الأولى عام 1982 عقب اغتيال الرئيس الراحل محمد أنور السادات على يد التنظيمات الإرهابية.

## قصة
تبدأ القصة بقرار شهريار الإبقاء على شهرزاد زوجة له دون أن يقتلها، ثم تعرض جوانب من حياة أبرز شخصيات السلطنة من خلال قصص منفصلة متصلة. وقصص شهرزاد تجعلنا مع شهريار نتلهف لسماع النهايات؛ حيث تتنوع الشخصيات في حكايات ليالي ألف ليلة ما بين جنٍّ وسلاطين وكائنات غريبة؛ فيزداد شوق الملك لسماع المزيد، لتكون النصيحة الأهم: «اصبر؛ فالفهم لا يتيسر إلا مع الزمن». خرج شهريار من جنته، ليذكرنا نجيب محفوظ أن «الحرية حياة الروح، وأن الجنة نفسها لا تغني عن الإنسان شيئًا إذا خسر حريته».
أبحر صاحب نوبل نجيب محفوظ في التصوف ضمن بحاره الإبداعية، كما يتبدى على وجه الخصوص في رواية «ليالى ألف ليلة».
قسمت الرواية إلى سبعة عشر فصلًا يحكي كل منها قصة عجائبية منفصلة باستثناء الفصول الأربعة الأولى التي تعتبر افتتاحية لما تلاها من قصص أو لحركة لأحداث في الرواية، جاءت الفصول السبعة عشر معنونة كالتالي:
- · شهريار
- · شهرزاد
- · الشيخ
- · مقهى الأمراء
- · صنعاء الجمالي
- · جمصة البلطي
- · الحمال
- · نور الدين ودنيا زاد
- · مغامرات عجر الحلاق
- · أنيس الجليس
- · قوت القلوب
- · علاء الدين أبو الشامات
- · السلطان
- · طاقية الإخفاء
- · معروف الإسكافي
- · السندباد
- · البكاءون

### صنعان الجمالي
تحكي القصة عن علي السلولي، حاكم الحي الفاسد الذي يستعبد الجني قمقام باستخدام السحر الأسود، ليستعين به في قضاء مآرب لا يرضى عنها الجني قمقام الطيب. لذلك؛ يقع اختيار الجني قمقام على صنعان الجمالي ليخلصه من سحره بقتل السلولي. يقتل صنعان الجمالي علي السلولي، ولكن سرعان ما ينزلق الرجل الطيب إلى عالم الجريمة حين يمتلك قوى الجني الخارقة فيستعبد الجني بدوره إلى أن ينتهي به الحال إلى المحاكمة والإعدام.

### جمصة البلطي
يحرر جمصة البلطي، كبير الشرطة، عن طريق المصادفة الجني المؤمن سنجام من قمقمه، الذي سجنه فيه الملك سليمان منذ ألف عام. كان جمصة البلطي شخصًا فاسدًا، وحين يتدخل الجني الخير سنجام في حياته، يعود جمصة إلى معدنه الإنساني الخيّر، فيقدم على قتل خليل الهمذاني، حاكم الحي الفاسد، اعتقادا منه بأنه يقوم بواجب تخليص الحي من تسلطه وفساده وظلمه، أو على حد تعبيره:
«إنه يمارس الآن عبادة صافية يغسل بطهرها قذر أعوام النفاق الطويلة» 
```
وهو العمل الذي يلقى استحسان عامة الناس ومنهم عجر الحلاق الذي قال عنه:
```

«لعله عمل الخير الوحيد في حياته.»
يحاكم جمصة البلطي ويحكم عليه بالإعدام، فينقذه الجني سنجام حين يوشك على الموت بأن يصنع صورة شبيهة له هي التي تعدم، بينما يعيش جمصة بين الناس مفصولا عن رأسه وأسرته، بوجه مختلف في صورة حبشي مفلفل الشعر، خفيف اللحية، ممشوق القامة، ينظر مع الناظرين إلى رأسه المعلقة على باب بيته.
يعيش جمصة بعد ذلك اليوم زمنا باسم مستعار هو عبد الله الحمال. وحين يكتشف أمره، يحوله الجني من جديد إلى صورة أخرى مغايرة، ذات وجه قمحي صافي البشرة، ولحية مسترسلة سوداء، وشعر غزير مفروق يسدل حتى المنكبين، ونظرة عينين تومض بلغة النجوم، ويحمل اسم عبد الله البري الذي يصفه الناس بالمجنون. وفي كلا الصورتين يعيش عدوا للشر محاربًا لعتاته.

### نور الدين ودنيا زاد
يتلاعب الجنيان الشريران سخربوط وزرمباحة بنور الدين ودنيازاد فيوقعان شدة العشق في قلبيهما ثم يزوجانهما خلال الحلم، دون أن يلتقي أحدهما بالأخر في الواقع، فيمر العشيقين الغريبين عن بعضهما البعض بمعاناة شديدة، لا يستطيعان الخلاص منها إلا منها إلا بمشقة.

### أنيس الجليس
يقرر الجنيان زرمباحة وسرخبوط الإمعان في التلاعب بالبشر، فيتجسد سرخبوط في صورة عبد بصحبة زرمباحة المتجسدة في هيئة امرأة غريبة من بلد مجهول، وتبدو بارعة الجمال تملأ نظرة واحدة منها الجوف بعشرة دنان من خمر الجنون، وتسمي نفسها أنيس الجليس، وتسكن الدار الحمراء، وهي دار كبيرة بسوق السلاح، يوحي اسمها وموقعها بدلالة خاصة، هجرت زمنا لهلاك أصحابها في وباء، وتركت عارية وماتت حديقتها، وأصبح يترامى في عمق الليل غناء عذب ونغم ساحر من وراء أسوارها.
يهيج جمال أنيس الجليس، والجو الخاص في دارها مكامن الأشواق في النفوس، ويتكالب الأعيان والموسرون على دارها من أجل اقتحام المجهول، فتكون الدعارة، والجنون، والدم، والإفلاس.
```
وخلال عبثها بالأعيان من أصحاب السلطة والجاه، بما فيهم شهريار، ووزيره دندان، وسخريتها منهم بعد أن عرتهم أجسادا وكرامة، ثم أقفلت عليهم الأصونة داخل قصرها لتفضحهم أمام الناس، ظهر المجنون المستعصي على الإغواء متحديا لها ومتمتما بتلاوة خفية، فتلاشت في المجهول، وتلاشت معها صورة القصر الباذخة المغرية، ثم أطلق سراح الأعيان بفتح أقفال الأصونة، إشفاقا أن لا تجد الرعية في الصباح سلطانا، ولا وزيرا، ولا حاكما، ولا كاتم سر، ولا رجل أمن فيستولي عليها أقوى الأشرار.
```

### طاقية الإخفاء
تحكي هذه القصة عن الجنيان الشريران سخربوط وزرمباحة، والذان يقومان بإغراء الفتى الهمام فاضل صنعان، الدال اسمه على صنع الفضل. يتجسد سخربوط للفتى في صورة رجل مشرق الوجه باسم الثغر، ويدخل في حوار مع فاضل صنعان ينتهي بمنحه هدية غير عادية فيها الغناء عما عداها، على حد وصف الجني لها، وهي عبارة عن طاقية مزخرفة بتهاويل ملونة لم ير فاضل مثلها من قبل. ظن فاضل صنعان أنه في حلم عندما رأى الرجل الغريب يحكم لبسها ويختفي عن الأنظار. أهداه الجني طاقية الإخفاء واشترط عليه لا يفعل بها إلا ما يمليه عليه ضميره، وهنا يحدث التحول في شخصية فاضل صنعان حين تجعله الأداة السحرية يشعر بأنه يعلو ويسود ممتلكا زمام الأمور، وحين تجعل العالم يترامى أمامه بلا حدود فيعيث فيه فسادًا رغم صلاحه واستقامته، ويرتكب عددا من الأفعال غير اللائقة لا باسمه ولا بماضيه؛ فيسرق، ويتلاعب بأصدقائه، ويقتل توأم السجان خطأ بأحد الأزقة ليتهم بائع البطيخ البريء مكانه ويعدم ظلما، ويغتصب قمر أخت حسن العطار، وقوت القلوب زوجة سليمان الزيني، فيتسبب في انتحارهما. وكلما مال إلى فعل الخير ظهر الجني له محذرا مهددا.

يلقي القبض على فاضل صنعان للتحقيق معه، فيهرب من السجن باستخدام طاقية الإخفاء، فيبدو هروبه «لغز كأنه عمل من أعمال السحر الأسود» على حد تعبير كبير الشرطة.
يجد فاضل صنعان نفسه في النهاية عاجزًا عن العيش إلا تحت طاقية الإخفاء وقد صار شيطانا رجيما مثل روح ملعونة هائمة في الظلام، لا تتحرك إلا في مجال العبث والشر، بعد أن منعت من التوبة وفعل الخير. فيتخلى أخيرًا عن العبودية لطاقية الإخفاء وللجني الشرير ويترك الشر نازعًا إلى الخير رغم المصير الذي ينتظره، حيث يحاكم على ما اقترفه، ويعدم.

### معروف الإسكافي
```
وعلى العكس من فاضل صنعان، يمتلك معروف الإسكافي قدرة خارقة أخرى فيستعملها في الخير وفي خدمة الناس فترتفع مكانته بينهم. 
```

ذات مرة وبعد أن تناول معروف المنزول بكثرة، ذهب إلى مقهى الأمراء لمقابلة أصحابه، والدنيا لا تسعه من السلطنة وأخبرهم مازحا بأنه قد عثر على خاتم سليمان، ولما تحدوه أن يأتيهم بعلامة عنه كأن يرتفع إلى السماء مثلا، تظاهر معروف بتجربة قوته قائلا:
«يا خاتم سليمان ارفعني إلى السماء.» 
فإذ به، وسط ذهول رواد المقهى، وهلعه هو نفسه، ينقطع فجأة عن الكلام شاعرًا بقوة تقتلعه من مجلسه ويعلو ببطء وثبات ثم يتجه نحو باب المقهى ويخرج منه وهو يصرخ «أغيثوني»، ثم ارتفع حتى اختفى في ظلمة ليل الشتاء. يبدو أن معروف الاسكافي قد صار قادرًا على الطيران والارتفاع في السماء متى أراد ذلك، وبمجرد أن يطلبها من خاتم سليمان.
يحكي الناس عما حدث فيما بينهم فيصل خبره إلى الملك شهريار ويطلب حضوره بين يديه، ويكرر معروف ما فعله أمام الملك الذي يكافئه على استخدامه مقدرته السحرية في خدمة الناس لا في إيذائهم فيعينه حاكمًا للحي.

### السندباد
يعود السندباد من رحلاته الطويلة، «نحيل القامة مع ميل للطول، أسود اللحية رشيقها، يستقر في عباءة بغدادية، وعمامة دمشقية، ومركوب مغربي، وبيده مسبحة فارسية حباتها من اللؤلؤ النفيس». ويسمع من أصدقائه القدامى في مقهى الأمراء أخبار ما مر على المدينة من أخيار الجن وأشرارهم، فيقول متعجبا:
«حسبت الأعاجيب قاصرة على رحلاتي، الآن يحق لي العجب.»  
يأمر السلطان شهريار السندباد بأن يحكي عجائب رحلاته وما فيها من دروس وعبر.
```
فحكى السندباد عن الجزيرة السوداء؛ وكيف غرقت السفينة، فتعلق بلوح قاده إلى جزيرة سوداء مع بعض الناجين من الغرق، لم تكن سوى حوت هائل الحجم سرعان ما أزعجته حركتهم، فغاص في الأعماق. 
```

وحكى عن طائر الرخ؛ فقد وجد نفسه وحيدا في جزيرة موحشة مهجورة، لم يتمكن من مغادرتها إلا عن طريق ربط نفسه بطائر الرخ.
وعن ملك إحدى الجزر الذي سمن رفاقه، ثم شرع يأكلهم واحدا تلو الآخر، باستثناء السندباد الهزيل الذي تمكن من الفرار من الجزيرة في الوقت المناسب.
وحكى عن زواجه ورفاقه بفتيات جميلات من أهالي إحدى الجزر، التي قادتهم الأمواج إليها بعد غرق سفينتهم، لكنهم أدركوا فيما بعد أن الزوج لابد وأن يدفن حيا مع زوجته الميتة كما توجب أعراف الجزيرة، مما اضطره لكي يسرع بالفرار من الجزيرة.
وحكى كيف تسلط عليه الشيخ الماكر اللعين بإحدى الجزر وأبى أن ينزل من على ظهره، فلم يجد بدا من التخلص منه بقتله عن طريق حيلة الخمر، ثم غادر الجزيرة الخالية.
وحكى السندباد أخيرا للملك شهريار، حكاية زواجه بجزيرة النساء من امرأة بارعة الجمال، ركبت له أجنحة فر بها عندما علم أنها جزيرة شياطين.

### البكاءون
يمر الملك شهريار نفسه بمغامرة عجائبية حين يغادر قصره ذات ليلة فتقوده ساقاه إلى صخرة غريبة، تبدو كقبة غير مستوية، يدعو كل ما فيها إلى العجب. حيث يصدر من باطنها صوت قوي يخاطبه، ويوجد في أسفلها مدخل مقوس. فيتراجع الملك مرتعدا من الخوف، إلى أن يرى نورا هادئا عذبا، وتنسم رائحة زكية تصيبه بالخدر فيرتاح، ويسمع حينئذ الصوت الخفي يدعوه إلى دخول الباب الذي سبق أن دخله البكاؤون من علية القوم.
يتقدم شهريار الذي تجذبه فتنة المكان نحو الباب ظنا منه بأنه سيبلغه في دقيقة أو دقيقتين، إلا أنه يظل يمشى كثيرا دون أن يتغير الممر، أو يتوقف عن الامتداد، بينما تتدفق الفتنة من كل الجوانب. فبدا وكأن الطريق بلا نهاية. وحين اقترب من بركة صافية تقوم فيما وراءها مرآة مصقولة، سمع شهريار صوتا يقول له افعل ما بدا لك، فخلع ملابسه وغاص في الماء حيث دلكته نبضات الماء بأنامل ملائكية، وتسللت إلى باطنه أيضا. ثم خرج من الماء فوقف أمام المرآة فرأى نفسه جديدا في هيئة فتى أمرد، قوي الجسم متناسقه، مليح الوجه، ينضح فتوة وشبابا. ظن شهريار أنه مكث هناك ساعة، بينما هو قد مكث دهرا.
يأمر الصوت شهريار بدخول المدينة السحرية التي انتظرته طويلا عريسا لملكتها العظيمة.إذ يجد شهريار نفسه في مدينة ليست من صنع البشر، شبيهة في جمالها وبهائها وأناقتها ونظافتها ورائحتها ومناخها بالفردوس. ليس بها سوى النساء الشابات بارعات الجمال. وفي قصر الملكة آمن بأن قصره لم يكن سوى كوخ قذر.
يتزوج شهريار الملكة، ويتبين له أنه لاكتشاف خبابا الحديقة فقط فإنه في حاجة إلى ألف عام، وألف سنة أخرى لمعرفة أبهاء القصر وأجنحته. ما عدا بابًا واحدًا مصنوعًا من الذهب الخالص، ومغلقا بقفل من الذهب المحلى بالماس قد حرم عليه أن يفتحه.
```
ولما كان قد مضى على زواجه من الملكة مائة عام حسبها هو أيامًا معدودة، استسلم شهريار لنداء خفي، وعمد إلى فتح الباب المحرم، فانفتح بسهولة وبنغم ساحر، وشذا طيب، بيد أن ماردا لم ير أقبح منه في حياته باغته بالانقضاض عليه، وحمله بين يديه كالعصفور، وأرجعه إلى الأرض لينضم إلى فرقة البكائين.
```